# Consejo de Ministras y Ministros de Relaciones Exteriores de Unasur
El Consejo de Ministras y Ministros de Relaciones Exteriores de Unasur es uno de los principales consejos de la Unión Suramericana, está compuesto por los 12 Cancillerías o Ministerios de Relaciones Exteriores de Suramérica.

## Miembros
|           |                            |                                                                                  |                                                                                  |
| Estado    | Régimen Político           | Ministerio de Relaciones Exteriores                                              |                                                                                  |
| Argentina | República presidencial     | Ministerio de Relaciones Exteriores, Comercio Internacional y Culto de Argentina | Ministerio de Relaciones Exteriores, Comercio Internacional y Culto de Argentina |
| Bolivia   | República presidencial     | Ministerio de Relaciones Exteriores (Bolivia)                                    | Ministerio de Relaciones Exteriores (Bolivia)                                    |
| Brasil    | República presidencial     | Ministerio de Relaciones Exteriores (Brasil)                                     | Ministerio de Relaciones Exteriores (Brasil)                                     |
| Chile     | República presidencial     | Ministerio de Relaciones Exteriores de Chile                                     | Ministerio de Relaciones Exteriores de Chile                                     |
| Guyana    | República semipresidencial | Ministerio de Relaciones Exteriores (Guyana)                                     | Ministerio de Relaciones Exteriores (Guyana)                                     |
| Paraguay  | República presidencial     | Ministerio de Relaciones Exteriores (Paraguay)                                   | Ministerio de Relaciones Exteriores (Paraguay)                                   |
| Perú      | República presidencial     | Ministerio de Relaciones Exteriores del Perú                                     | Ministerio de Relaciones Exteriores del Perú                                     |
| Surinam   | República presidencial     | Ministerio de Relaciones Exteriores (Surinam)                                    | Ministerio de Relaciones Exteriores (Surinam)                                    |
| Uruguay   | República presidencial     | Ministerio de Relaciones Exteriores de Uruguay                                   | Ministerio de Relaciones Exteriores de Uruguay                                   |
| Venezuela | República presidencial     | Ministerio del Poder Popular para Relaciones Exteriores                          | Ministerio del Poder Popular para Relaciones Exteriores                          |
|           |                            |                                                                                  |                                                                                  |